# Filippo Mancuso
Filippo Mancuso (ur. 11 lipca 1922 w Palermo, zm. 30 maja 2011 w Rzymie) – włoski polityk i prawnik, parlamentarzysta, w 1995 minister sprawiedliwości.

## Życiorys
Z wykształcenia prawnik, studiował na Università degli Studi di Palermo. Od 1950 związany z włoskim wymiarem sprawiedliwości. Zajmował m.in. stanowiska prokuratora generalnego w Bari i Rzymie. Od stycznia do października 1995 sprawował urząd ministra sprawiedliwości w rządzie Lamberta Diniego. Został odwołany na skutek wotum nieufności przegłosowanego w Senacie
Dołączył następnie do partii Forza Italia. Z jej ramienia w 1996 i 2001 uzyskiwał mandat posła do Izby Deputowanych XIII i XIV kadencji, w której zasiadał do 2006. Od 2002 był deputowanym niezrzeszonym.